# Fédération allemande de football
Pour les articles homonymes, voir DFB.
La Fédération allemande de football (en allemand : Deutscher Fußball-Bund ; sigle : DFB) est une association regroupant les clubs de football d'Allemagne et organisant les compétitions nationales et les matchs internationaux de la sélection d'Allemagne dans toutes les catégories.
Fondée en 1900, la fédération allemande de football (DFB) est affiliée une première fois à la Fédération internationale de football association (FIFA) de 1904 jusqu'à la Seconde Guerre mondiale. Incorporée sous le régime du IIIe Reich mis en place en 1933 dans la Fédération des exercices physiques (Reichsbund für Leibesübungen), Service spécial football (Fachamt Fußball), la DFB se trouve vite réduite au simple rôle d'affiliation à la FIFA. En 1940, les dirigeants de la fédération allemande de football sont sans ressource et décident alors en assemblée générale de dissoudre la DFB. En 1945, la Fédération internationale de football association prononce des sanctions à la suite de la Seconde Guerre mondiale : elle interdit l'Allemagne de toute rencontre internationale et supprime le siège de membre de la fédération allemande de football (qui n'existe déjà plus) à la FIFA.
Remise sur pied à partir de juillet 1949 peu de temps après la constitution de la RFA, la DFB retrouve son affiliation auprès de la FIFA en septembre 1950. Elle est membre de l'UEFA depuis sa création en 1954. Son siège se trouve à Francfort-sur-le-Main.
La fédération allemande compte plus de 7 millions de licenciés et 135 000 équipes, répartis dans 24 000 clubs environ. La DFB compte par ailleurs plus de 1 100 000 licenciées, qui participent au sein de 9 100 équipes consacrées au football féminin .
Le 26 mars 2006, la fédération allemande présente une mascotte officielle, un aigle à plumes noires et à bec jaune prénommé Paule.

### Les premières années

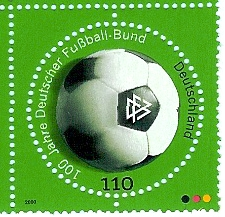
Timbre commémorant les 100 ans de la DFB en 2004.

## Histoire

### 1875 à 1900
À la fin du XIXe siècle, le football pratiqué sur le sol allemand et en Europe est très différent du jeu pratiqué actuellement. Les règles sont fluctuantes d'une région à l'autre et, avant 1880, adoptent quelquefois les règles du rugby (ainsi il est parfois possible de prendre le ballon à la main pour "marquer"). Il faut attendre les années 1860 pour voir les clubs anglais s'accorder sur les premières lois du jeu, qui ne s'imposent sur le continent que des années plus tard. En Allemagne, c'est vers 1890 que les premières associations sportives s'entendent pour organiser des compétitions communes, et les premiers championnats régionaux font leur apparition au sein de l'Empire allemand, constitué depuis 1871.

### 1900 à 1933
La DFB (Deutscher Fußball-Bund) est officiellement créée à Leipzig le 28 janvier 1900 par les représentants des 86 clubs fondateurs. L'objectif est de faciliter l'organisation des championnats régionaux tout en lançant une première division nationale, réunissant les meilleures équipes de l'Empire. Le vote tenu pour l'établissement de la DFB se solde par 62 voix pour et 22 voix contre (84 votes). Certains délégués présents représentaient plus d'un club, mais ils n'ont pu voter qu'une fois. D'autres délégués n'avaient pas l'autorité de leur club pour voter. Ferdinand Hueppe, représentant du DFC Prague, est nommé président de la nouvelle fédération.
La DFB regroupe les nombreuses compétitions régionales allemandes au sein de la première édition du championnat d'Allemagne au cours de l'année 1902 avec six équipes, championnes de leur championnat régional respectif : le Britannia Berlin, le Altonaer FC 1893, le Victoria Magdebourg, le Karlsruher FV, le DFC Prague (basé à Prague et fondé par des Allemands) et le VfB Leipzig. Ce dernier remporte la compétition après sa victoire en finale contre le DFC Prague (7-2) le 31 mai 1903 au cours d'une rencontre disputée à Hambourg.
Bien que non présente lors de la fondation de la Fédération internationale de football association (FIFA), la fédération allemande en devient le huitième membre (via télégramme) le 1er septembre 1904, quelques mois plus tard. Après avoir rejoint la fédération internationale, la fédération allemande se voit forcée à refuser l'accès de ses championnats aux équipes qui ne sont pas sur son territoire, le DFC Prague en étant la principale victime.
Le 5 avril 1908, l'équipe allemande dispute son premier match officiel à Bâle face à la Suisse.
Avant 1914, l'Empire allemand était bien plus vaste que l'Allemagne actuelle, et comprenait l'Alsace-Lorraine et les provinces orientales. Les frontières des fédérations régionales sont dessinées en fonction des liaisons ferroviaires. De plus, les clubs basés en Bohême, faisant alors partie de l'Autriche-Hongrie, étaient également éligibles, puisqu'ils étaient des clubs de football allemands et donc considérés comme allemands. Ainsi, une équipe allemande de Prague a été finaliste du championnat d'allemand. En revanche, les clubs de la minorité danoise du Schleswig du Nord ont refusé d'adhérer à la DFB. La région tient d'ailleurs un vote après la Première Guerre mondiale afin de rejoindre le Danemark. En raison des changements de frontière imposés par le traité de Versailles, la DFV doit adapter sa structure. La Sarre, Dantzig et le Memelland sont détachés de l'Allemagne et la Prusse-Orientale est coupée de la partie principale du pays par le corridor de Dantzig.

### 1933 à 1945
Le rôle de la DFB et de ses représentants, comme Felix Linemann, sous le troisième Reich, a été documenté par Niersbach Wolfgang et Rudi Michel dans 100 Jahre DFB et par Nils Havemann dans Fußball unterm Hakenkreuz. Selon la politique de Gleichschaltung, la DFB, avec ses nombreux membres issus de tous les partis politiques et ses structures régionales fortes par rapport aux faibles structures nationales, se soumet à des nouveaux dirigeants et aux nouveaux Gaue. Le 9 juillet 1933, une réunion extraordinaire de la DFB a lieu à Berlin et dure 28 minutes. Linnemann est autorisé à l'unanimité à prendre toutes les mesures personnelles et matérielles afin d'intégrer la DFB dans le programme du commissaire aux sports du Reich et de procéder ainsi à une transformation décisive de la DFB. Puisque Linnemann suit les instructions de Hans von Tschammer und Osten et les met en œuvre sans résistance, les clubs établis sont autorisés à conserver leur nom (sauf quelques-uns qui ont été renommés ou nouvellement fondés) et ses anciens collègues sont restés au pouvoir. Il réussit également à faire en sorte qu'aucun nouveau venu du parti, à l'exception du chef du Gau Grand-Berlin Otto Glöckler, n'atteigne des postes de direction dans la nouvelle fédération de football.
Plus tard, le salut nazi est rendu obligatoire, et les marxistes et les juifs sont expulsés. Les records des juifs allemands sont effacés des archives de la DFB, comme ceux de Gottfried Fuchs qui avait marqué dix buts pour l'Allemagne au sein d'une victoire 16 - 0 contre la Russie lors des Jeux olympiques de 1912 à Stockholm, devenant le meilleur buteur du tournoi, et établissant un record international,,,,,,. En 1972, quand l'ancien joueur et entraîneur de l'équipe nationale Sepp Herberger a demandé au vice-président de la DFB, Hermann Neuberger d'inviter Fuchs comme invité ou invité d'honneur lors d'un match international face à la Russie à l'occasion du 60e anniversaire de la performance de Fuchs pour l'équipe allemande, le comité exécutif de la DFB a refusé de le faire, écrivant qu'il n'était pas disposé à inviter Fuchs parce que cela aurait créé un précédent malheureux (comme cela a été souligné, étant donné que Fuchs était le dernier ancien international allemand juif restant, la crainte de la DFB de créer un précédent était difficile à comprendre),. En 2016, Fuchs était toujours le meilleur buteur allemand sur un seul match.
Une nouvelle organisation, le Deutscher Reichsbund für Leibesübungen (Fédération nationale-socialiste pour l'éducation physique), est établie et Linnemann est nommé chef de sa Fachamt Fußball (section football), qui reprend les affaires opérationelles, et la DFB perd la plupart de ses fonctions jusqu'à sa dissolution officielle en 1940.
Sur le terrain, l'Allemagne obtient de bons résultats en 1934, mais après une défaite 0 - 2 contre la Norvège lors des quarts de finale des Jeux olympiques de 1936, en présence d'Adolf Hitler, la DFB et le football tombèrent en disgrâce. Le Reichsjugendführer Baldur von Schirach et les Jeunesses hitlériennes reprennent le football des moins de 16 ans des clubs à la suite d'un accord avec le Reichssportführer Hans von Tschammer und Osten, qui était responsable de tous les sports en Allemagne depuis 1933, ce qui rendit les responsables de la DFB encore plus impuissants. L'Allemagne avait proposé d'accueillir la Coupe du monde de football 1938, mais retire sa candidature sans commentaire.
À la suite de l'Anschluss de mars 1938, qui intègre l'Autriche à l'Allemagne, la Fédération autrichienne de football est intégrée à la DFB. Sepp Herberger, le nouvel entraîneur, est sommé d'intégrer des joueurs autrichiens à son équipe, qui sera éliminée au premier tour de la Coupe du monde, ce qui affaiblira la position du football au sein de la politique nazie jusqu'à le rendre quasi insignifiant. Quatre allemands (Hans Jakob, Albin Kitzinger, Ludwig Goldbrunner, et  Ernst Lehner) ont représenté l'Europe de l'Ouest lors d'un match amical de la FIFA le 20 juin 1937 à Amsterdam, et deux autres (Kitzinger, et Anderl Kupfer) représentent une équipe continentale de la FIFA le 26 octobre 1938 à Londres. Pendant la guerre, l'Allemagne jouera des matchs internationaux jusqu'en 1942.

### 1945 à 1963
Au lendemain de la Seconde Guerre mondiale, les organisations allemandes sont dissoutes par les alliés. La FIFA décidé en novembre 1945 de bannir la DFB (qui n'existe plus) et la Fédération japonaise de football des compétitions internationales, tandis que la Fédération autrichienne de football fut refondée. Au niveau international, les allemands étaient toujours représentés, notamment par Ivo Schricker, basé à Zurich, qui était secrétaire général de la FIFA de 1932 à décembre 1950. En 1948, la Suisse demande à la FIFA de lever ce bannissement contre les allemands, mais la demande est refusée. Les clubs suisses jouent contre des clubs allemands, mais doivent cesser en raison de protestations internationales. Le bannissement ne fut levé qu'en 1949, après que la Fédération anglaise de football aie demandé à la FIFA de lever le bannissement pour les matchs de clubs. La FIFA s'exécute le 7 mai 1949, deux semaines avant la fondation de la République fédérale d'Allemagne, les matchs nécessitant donc l'autorisation des gouvernements militaires de l'époque. En raison de la partition en plusieurs zones d'occupation, la DFB est légalement refondée à Stuttgart le 21 janvier 1950 par les fédérations régionales ouest-allemandes, sans la Fédération sarroise de football du Protectorat de Sarre, reconnue par la FIFA dès le 12 juin 1950 comme la première des fédérations allemandes après la guerre. Lors du congrès de la FIFA tenu le 22 juin avant la Coupe du monde de football 1950 au Brésil, l'Association suisse de football demande la réintégration de la DFB comme membre à part entière de la FIFA, demande accordée le 22 septembre 1950 à Bruxelles. Ainsi l'Allemagne est exclue de la Coupe du monde de football 1950, et n'a pu reprendre les matchs internationaux qu'à la fin de la même année.
Au début de la division de l'Allemagne, l'Allemagne de l'Ouest revendique la souveraineté sur l'entièreté de l'Allemagne. Contrairement au CIO, qui n'accorde qu'une reconnaissance provisoire à l'Allemagne de l'Est en 1955, exigeant qu'ils participent à une équipe olympique entièrement allemande (Équipe unifiée d'Allemagne), la FIFA reconnait pleinement la Fédération d'Allemagne de l'Est de football dès 1952. La victoire de l'Équipe d'Allemagne de l'Ouest à la Coupe du monde de football 1954 est un succès majeur pour la DFB et la popularité du sport en Allemagne.
Les équipes ouest-allemande et sarroise se sont d'ailleurs affrontées lors des éliminatoires de la Coupe du monde de football 1954 avant que la Sarre et sa Fédération ne soient autorisées à rejoindre respectivement l'Allemagne et la DFB en 1956.

### Depuis 1963
En raison de ce succès, et de la crainte des fédérations régionales de perdre de l'influence, l'ancienne structure amateur, dans laquelle cinq ligues régionales représentaient le niveau supérieur, resta en vigueur plus longtemps que dans beaucoup d'autres pays, même si l'établissement d'une Reichsliga (en) avait été proposé quelques décennies plus tôt. De plus, le professionnalisme était rejeté, et les joueurs jouant à l'étranger étaient considérés comme des « mercenaires » et n'étaient pas sélectionnés. Cette attitude conservatrice ne changea qu'après les résultats décevants de la Coupe du monde de football 1962, lorsque des responsables comme Peco Bauwens, 75 ans, prirent leur retraite. En accord avec les propositions d'Hermann Neuberger, la DFB introduit enfin une ligue unique professionnelle au niveau national, la Bundesliga, pour la saison 1963-1964.
La DFB accueille la Coupe du monde en 1974 et 2006. L'Allemagne accueille de plus le Championnat d'Europe de football 1988. Lors de la réunification en 1990, la Fédération d'Allemagne de l'Est de football (DFV, Deutscher Fußball-Verband der DDR) est absorbée par la DFB.
L'équipe nationale remporte la Coupe du monde pour la deuxième fois en 1974, une troisième fois en 1990 et une quatrième fois en 2014. Aussi, la Mannschaft remporte le Championnat d'Europe de football en 1972, 1980 et 1996. En outre, ils sont vice-champions du monde en 1966, 1982, 1986 et 2002, et vice-champions d'Europe en 1976, 1992 et 2008.
La DFB a également contribué à l'ascension de l'Allemagne en tant que puissance mondiale du football féminin. L'équipe nationale a remporté la Coupe du monde féminine de football en 2003 et 2007, sans encaisser de buts lors de la phase finale en 2007, devenant ce faisant les seuls champions du monde (masculins ou féminins) à effectuer cet exploit. De plus, la victoire de l'équipe nationale féminine en 2003 fait de l'Allemagne la seule nation à avoir remporté à la fois la Coupe du monde masculine et la Coupe du monde féminine, jusqu'à ce que l'Espagne remporte la Coupe du monde féminine de football 2023. L'équipe féminine a également remporté huit Championnats d'Europe féminin de football, dont les six derniers d'affilée.
En 1990, quelques mois avant l'officialisation de la réunification, la DFB fonde la Frauen-Bundesliga, directement calquée sur la Bundesliga masculine. Au départ, elle se jouait en deux groupes Nord et Sud, mais elle devient une ligue unique en 1997. Les clubs allemands ont connu plus de succès en Ligue des champions féminine de l'UEFA que ceux de toute autre nation, quatre clubs différents ont remporté un total de 7 titres, le plus récent étant le 1. FFC Francfort, champion de l'édition 2014-2015.
Depuis 2005, en mémoire de l'ancien footballeur international olympique juif Julius Hirsch, tué dans le Camp de concentration et centre d'extermination d'Auschwitz pendant l'Holocauste, la DFB décerne le « Julius-Hirsch-Preis (de) » pour des exemples exceptionnels d'intégration et de tolérance au sein du football allemand,.
En 2018, l'Allemagne est choisie en tant que pays-hôte du Championnat d'Europe de football 2024.

### Logos

Premier logo de la Deutscher Fussball Bund de 1900 à 1926, les couleurs noir-blanc-rouge étant celles de l'Empire allemand.
Logo de la DFB vers 1911
Deuxième logo de la DFB de 1926 à 1995
Troisième logo de la DFB de 1995 à 2003
Quatrième logo de la DFB entre 2003 et 2008.
Logo entre 2008 et 2017
Logo depuis 2017

## Membres et structures
La DFB regroupe 25 805 clubs pour un total de 6,35 millions d'affiliés répartis dans plus de 171 000 équipes (chiffres datant de 2006, Source: DFB). La DFB compte aussi dans sa structure la "Ligaverband" qui gère et organise le football rémunéré.

### Fédérations régionales et leurs subdivisions
Dès les prémices de son développement le football allemand a été articulé par et autour des Fédérations régionales. L'étendue du pays et les difficultés inhérentes aux déplacements au temps des pionniers à la fin du XIXe siècle rendaient cet état de fait tout à fait logique et pratique. La structuration et l'organisation des compétitions furent toujours inféodées à la mosaïque des Fédérations régionales. De nos jours, ces fédérations s'énumèrent comme suit :
 Norddeutscher Fußball-Verband (NFV)

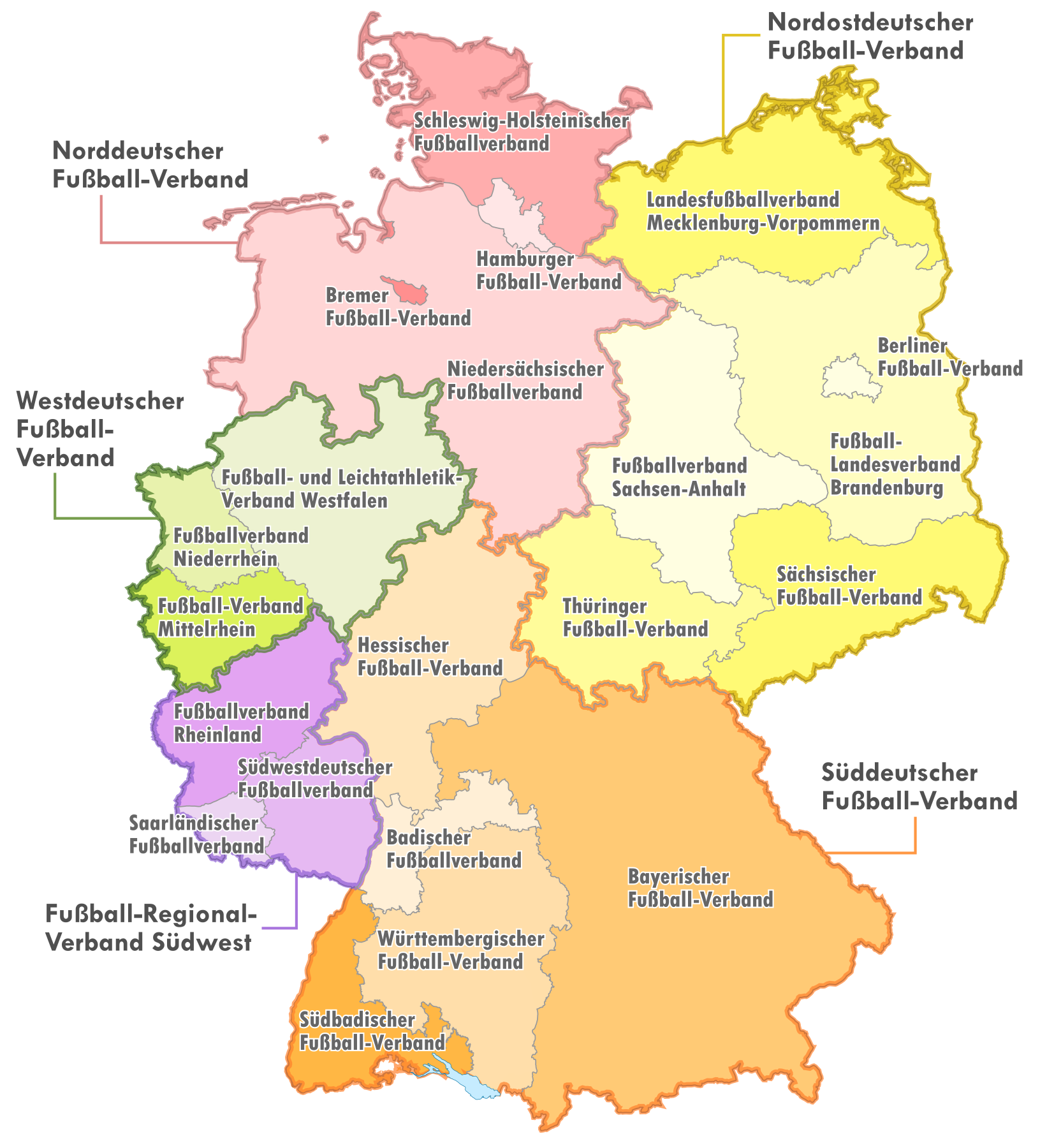
Localisation des Fédérations régionales de football en Allemagne.

- Niedersächsischer Fußballverband (NFV)
- Bremer Fußball-Verband (BFV)
- Hamburger Fußball-Verband (HFV)
- Schleswig-Holsteinischer Fußball-Verband (SHFV)

 Nordostdeutscher Fußballverband (NOFV)
- Berliner Fußball-Verband (BFV)
- Fußball-Landesverband Brandenburg (FLB)
- Landesfußballverband Mecklenburg-Vorpommern (LFV)
- Sächsischer Fußball-Verband (SFV)
- Fußballverband Sachsen-Anhalt (FSA)
- Thüringer Fußball-Verband (TFV)

 Westdeutscher Fußballverband (WDFV)
- Fußballverband Niederrhein (FVN)
- Fußball-Verband Mittelrhein (FVM)
- Fußball-und Leichtathletik-Verband Westfalen (FLVW)

 Fußball-Regional-Verband Südwest (FRVS)
- Fußballverband Rheinland (FVR)
- Saarländischer Fußballverband (SFV)
- Südwestdeutscher Fußballverband (SWFV)

 Süddeutscher Fußball-Verband (SFV)
- Badischer Fußballverband (bfv)
- Südbadischer Fußball-Verband (SBFV)
- Bayerischer Fußball-Verband (BFV)
- Hessischer Fußballverband (HFV)
- Württembergischer Fußball-Verband (WFV)

### Organismes et comités
- Präsidium und Vorstand (Présidence et Comité exécutif)
- Bundesgericht (Comité fédéral)
- Sportgericht des DFB (Comité sportif)
- Ligaausschuss (Comité de la Ligue)
- Spielausschuss (Comité du jeu)
- Schiedsrichterausschuss (Comité des Arbitres)
- Jugendausschuss (Comité des équipes de jeunes)
- Schulfußballausschuss (Comité du football scolaire)
- Mädchenfußballausschuss (Comité pour les équipes de jeunes féminines)
- Kontrollausschuss (Comité de contrôle)
- Steuer- und Wirtschaftsausschuss (Comité fiscal et économique)
- Ausschuss für Frauen-Fußball (Comité du Football féminin)
- Zentralverwaltung (Administration centrale)

## Palmarès
- Coupe du monde : 1954 ; 1974 ; 1990 ; 2014
- Championnat d'Europe : 1972 ; 1980 ; 1996
- Coupe du monde de football féminin : 2003 ; 2007
- Championnat d'Europe de football féminin : 1989 ; 1991 ; 1995 ; 1997 ; 2001 ; 2005

## Présidents
- Ferdinand Hueppe (1900–1904)
- Friedrich Wilhelm Nohe (1904–1905)
- Gottfried Hinze (1905–1925)
- Felix Linnemann (1925–1945)
- Peco Bauwens (1949–1962)
- Hermann Gösmann (1962–1975)
- Hermann Neuberger (1975–1992)
- Egidius Braun (1992–2001)

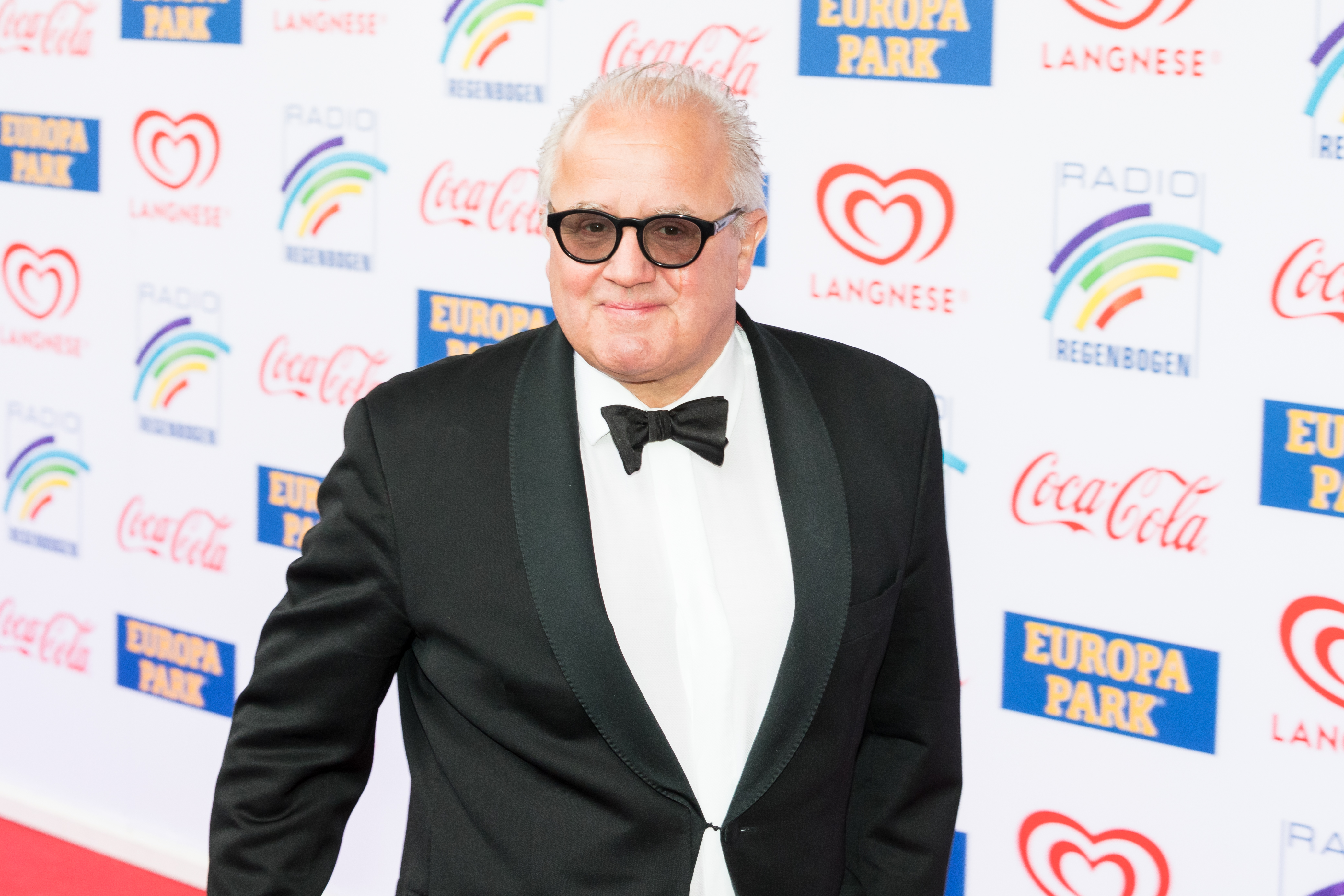
Fritz Keller, président de la DFB de 2019 à 2021.

- Gerhard Mayer-Vorfelder (2001–2004)
- Gerhard Mayer-Vorfelder et Theo Zwanziger (2004–2006)
- Theo Zwanziger (2006–2012)
- Wolfgang Niersbach (de) (depuis 2012[18]-nov. 2015[19]).
- Reinhard Grindel (avr. 2016-avril 2019[20])
- Fritz Keller (en) (sept. 2019-mai 2021)
- Bernd Neuendorf (de) (mars 2022- )[21]

## Distinctions remises
La Fédération allemande de football remet depuis 2005 la Médaille Fritz Walter aux meilleurs jeunes footballeurs allemands.

## Hymne officiel
En 2013 la Fédération allemande de football lance un appel d'offres international pour la création de son nouvel hymne officiel.
C'est le compositeur français Yohann Zveig qui remporte ce projet.